# Madsebakke hällristningsområde

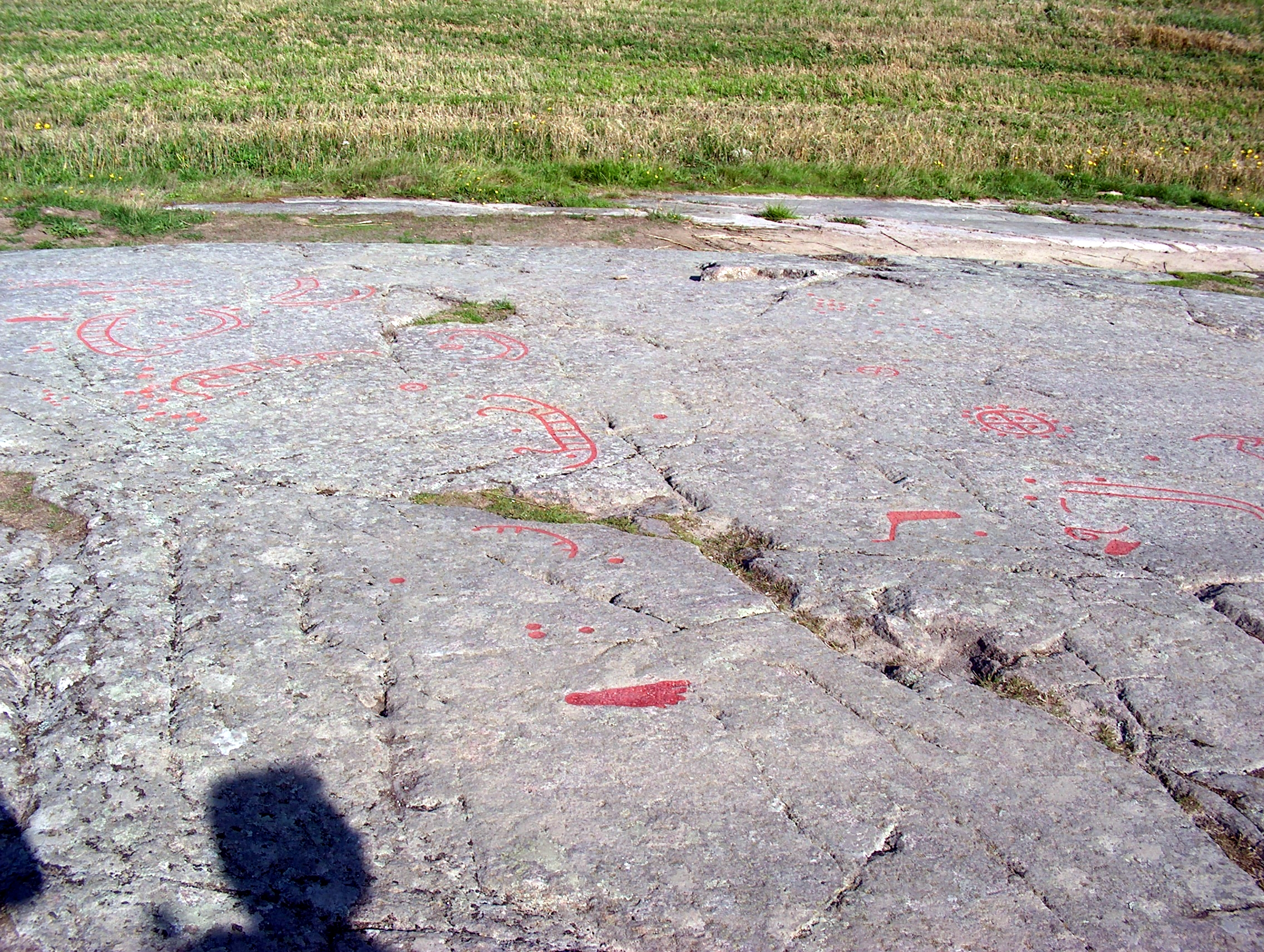
Hällristningar.

Madsebakke hällristningsområde mellan Allinge och Sandvig på Bornholm är Danmarks största hällristningsområde. På en häll finns 15 skepp, fem hjulkors, fem fotavtryck och flera skålgropar avbildade. Utifrån skeppens form kan hällristningarna dateras till yngre bronsåldern, det vill säga 1100-500 f.Kr. 
Det fanns tidigare fler hällristningar i Madsebakke. Dessa förstördes dock i slutet av 1800-talet i samband med stenbrytning. I närheten, bland annat på åsen Hammersholm sydväst om Madsebakke, finns flera skeppsristningar.

## Galleri

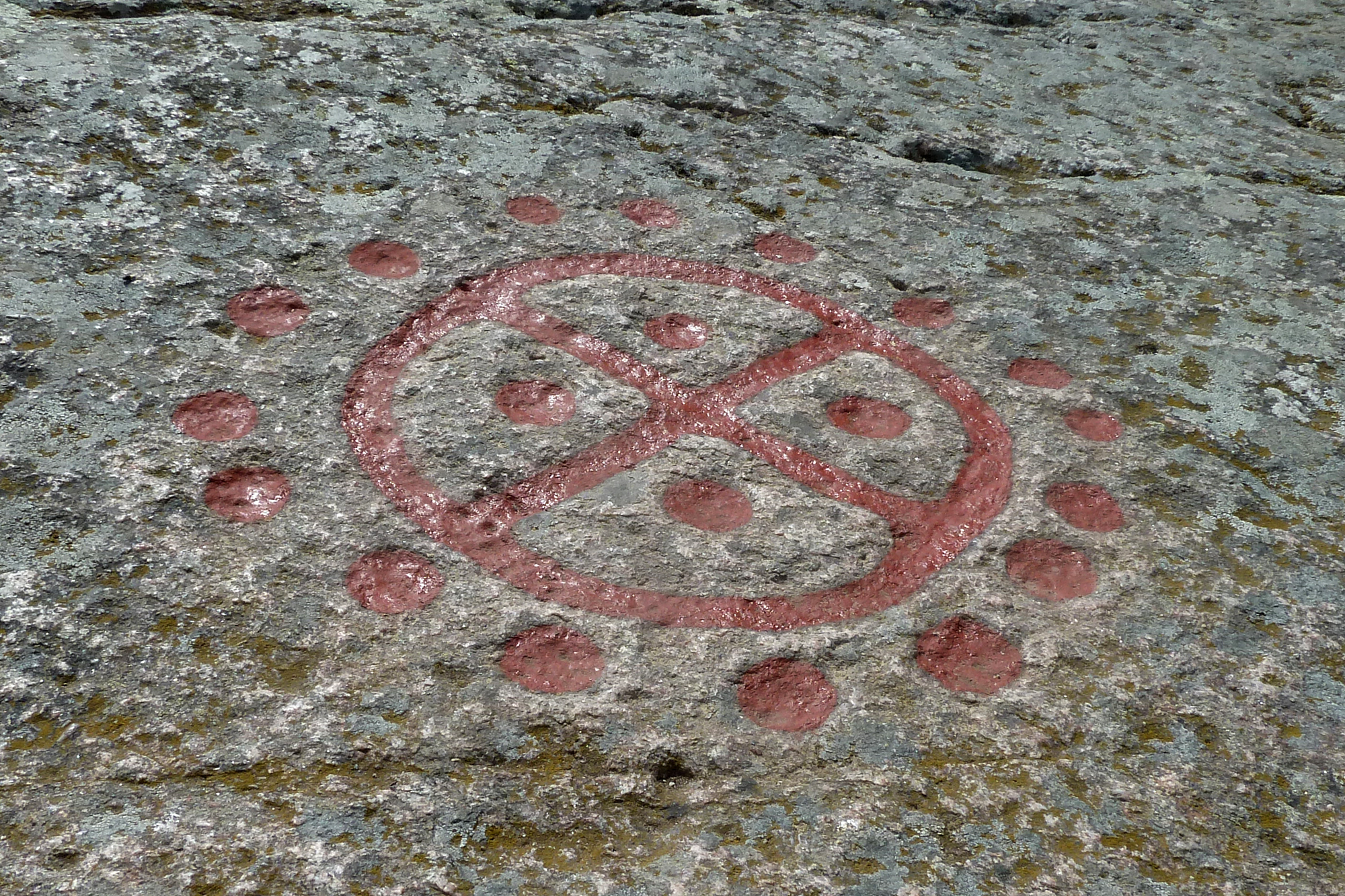
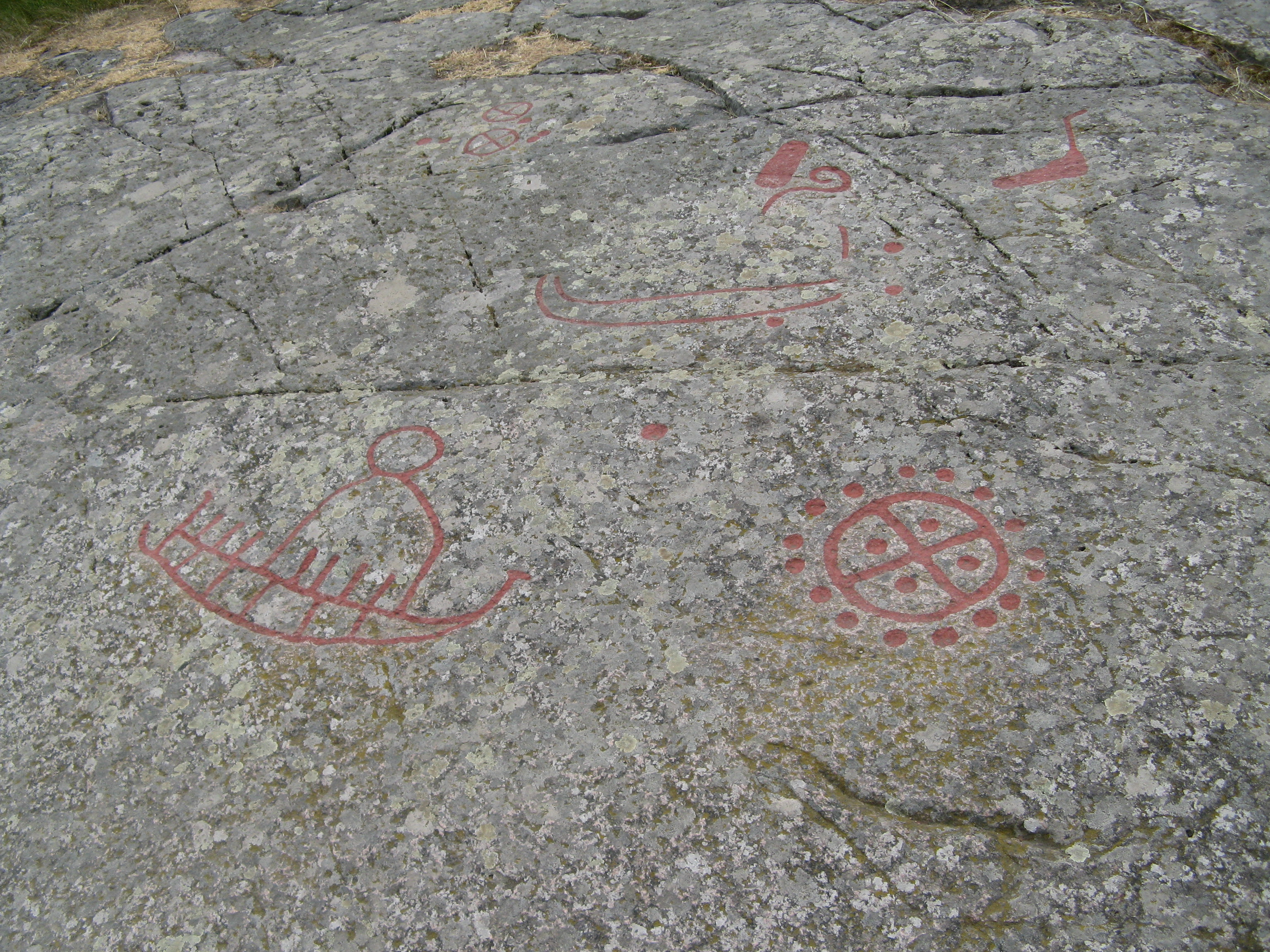
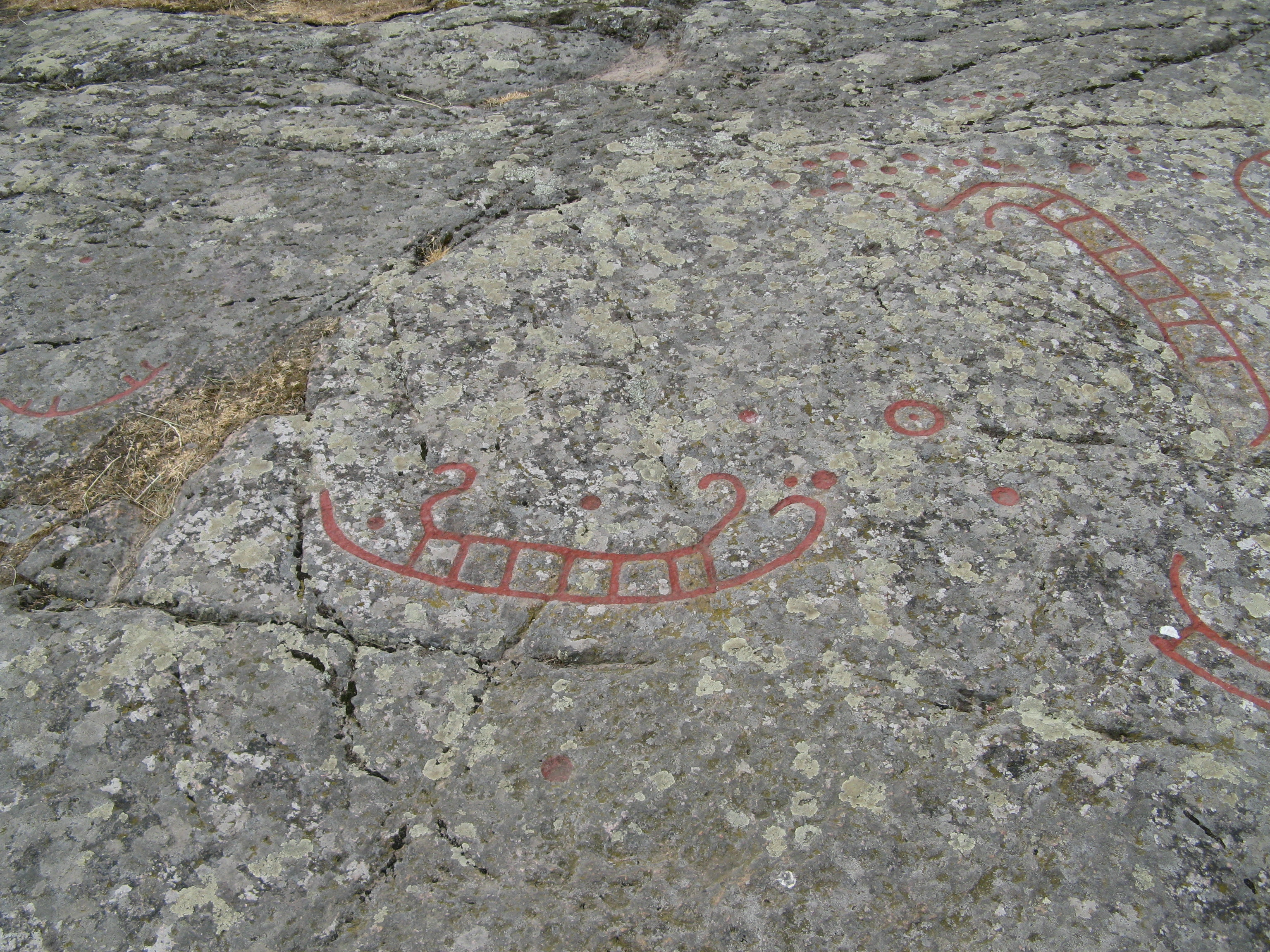
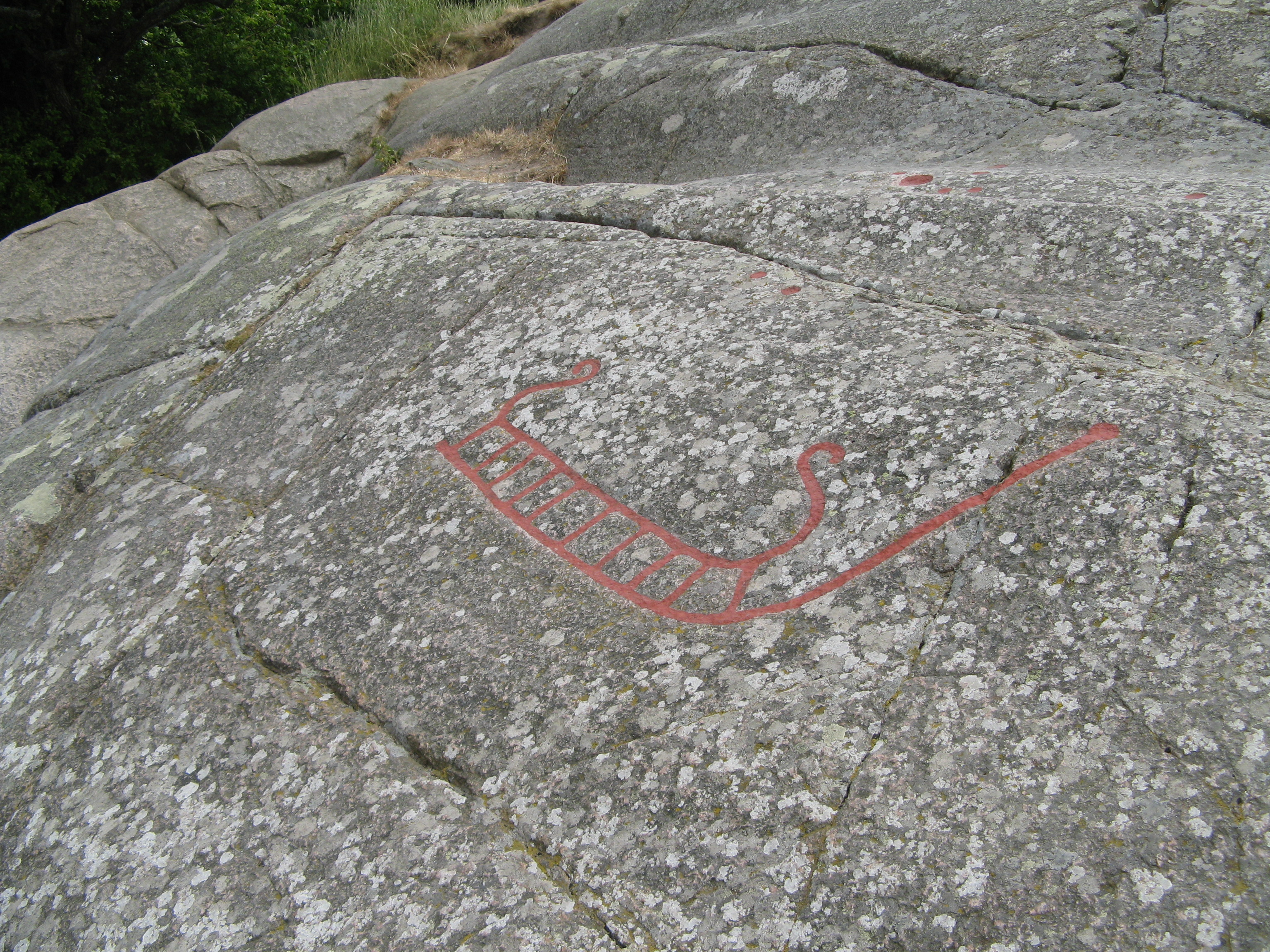
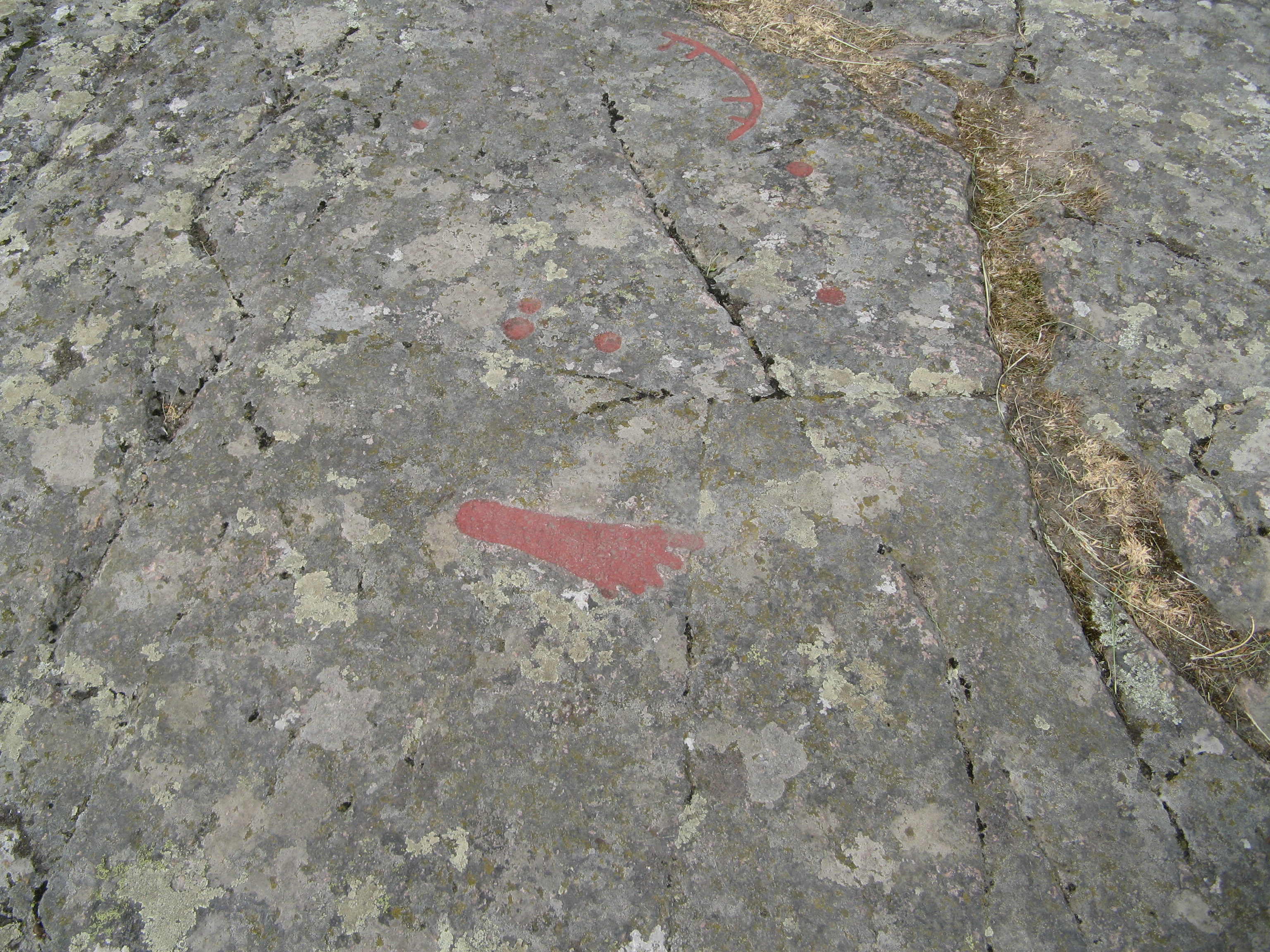
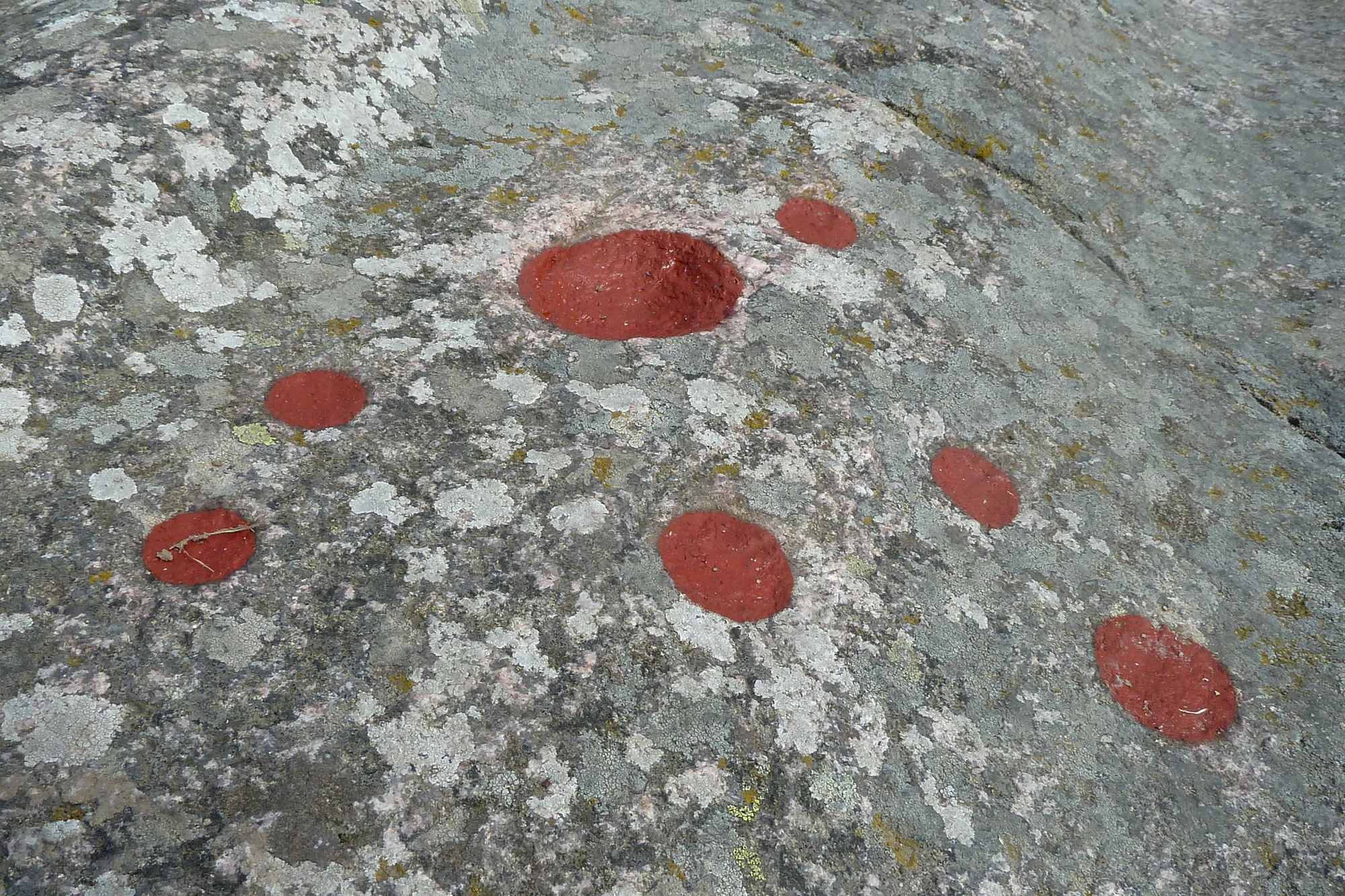